# Circle of Death

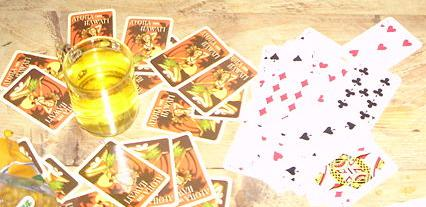
Circle of Death

Circle of Death (Kreis des Todes) ist ein Trinkspiel mit Karten. Gespielt wird es vor allem im englischsprachigen Raum und ist dort auch als King’s Cup (Der Kelch des Königs), Ring of Fire (Der Feuerring), Wasserfall oder Tunnel bekannt. Es ist vor allem in studentischen Kreisen beliebt. 

## Geschichte
Der genaue Ursprung des Spiels kann nicht mehr ermittelt werden. Wie viele andere Trinkspiele werden die Regeln weitererzählt und nicht schriftlich festgehalten. Angenommen werden kann, dass jede Trinkrunde die Regeln nach eigenen Vorlieben und Gutdünken abändert und dies zu etlichen Variationen führt.

## Spielregeln
Zu Beginn wird ein französisches Kartenspiel mit der Bildseite nach unten als Kreis um einen leeren Becher gelegt. Die Spieler (mindestens zwei) setzen sich im Kreis um die Karten. Jeder Mitspieler muss ein alkoholisches Getränk vor sich haben. Die Spieler ziehen nun der Reihe nach je eine Karte und drehen sie um. Je nach gezogener Karte tritt nun eine besondere Regel in Kraft. Wenn z. B. eine Sieben gezogen wird, muss der linke Nachbar einen Schluck von seinem Getränk trinken.
In den meisten Variationen des Spieles gibt es außerdem einige Grundregeln, die das ganze Spiel lang gültig sind. Wenn jemand eine dieser Grundregeln missachtet, muss er als Strafe einen Schluck nehmen. Welche Regeln nun bei welchen Kartenwerten gelten und ob Grundregeln aufgestellt werden, hängt von der Variante ab, die sich von Trinkgruppe zu Trinkgruppe, von Region zu Region und von Land zu Land unterscheidet.

### Beispiel-Variante
Ist nun die erste Karte gezogen, treten die drei Grundregeln in Kraft:
1. Es darf nicht „du“ gesagt werden
2. Es darf nicht „trinken“ gesagt werden
3. Es darf auf niemanden gezeigt werden

Wer eine dieser Regeln missachtet, nimmt einen Schluck von seinem Getränk.
Auch jede gezogene Karte hat eine spezielle Bedeutung. Immer ausgehend von demjenigen, der sie gezogen hat:
| Karte | Regel |
| ----- | --- |
|       | Linker Nachbar muss trinken |
|       | Rechter Nachbar muss trinken |
|       | Auswählen, wer trinken muss |
|       | Selbst trinken |
|       | Eine Regel wird aufgestellt. Sie darf sich allerdings nur auf die Allgemeinheit und nicht auf einen einzelnen beziehen, z. B. „Es darf nur mit der linken Hand getrunken werden.“ Auch eine solche Regel hat bis zum Ende des Spiels Bestand. |
|       | Der Spieler wird zum Questionmaster. Er muss deutlich für alle sagen: „I am the Questionmaster!“ Wer auf eine seiner Fragen antwortet, ohne hinter die Antwort „Mister Questionmaster“ zu setzen, muss trinken. Beispiel: Der Questionmaster lässt die Frage einfließen, wer denn an der Reihe sei, ein Spieler antwortet: „Ich bin dran!“ und muss trinken. Antwortet er aber: „Ich bin dran, Mister Questionmaster!“, so bleibt er verschont. |
|       | Bei den ersten drei Königen wird etwas vom eigenen Getränk in das Glas in der Mitte gefüllt. Beim letzten König muss das Glas in der Mitte ausgetrunken werden. |
|       | Alle müssen trinken. Auch Wasserfall genannt. Trinkt der Vordermann hierbei mehr als der Spieler, der sich hinter ihm befindet, so wird letzterer mit Extraschlücken sanktioniert. |

Das Spiel ist zu Ende, wenn alle Karten umgedreht worden sind, und die letzte Aufgabe erfüllt wurde.

### 2. Variante
Bei dieser Variante zählen die Grundregeln der ersten Variante nicht.
Der jüngste Spieler beginnt und zieht die erste Karte, danach der nächstältere Spieler und so weiter.
| Karte | Regel |
| ----- | --- |
|       | Der gezogene Spieler darf 7 Schlucke auf eine beliebige Anzahl an Spielern verteilen. |
|       | Der gezogene Spieler darf 8 Schlucke auf eine beliebige Anzahl an Spielern verteilen. |
|       | Der gezogene Spieler darf 9 Schlucke auf eine beliebige Anzahl an Spielern verteilen. |
|       | Der Spieler, der die 10 gezogen hat, muss etwas sagen, was er noch nie gemacht hat, alle die das schon gemacht haben, müssen aufstehen und ihr Getränk austrinken. Z.B.: „Ich habe noch nie: Peter besucht“, „Ich bin noch nie: Auto gefahren“, „Ich war noch nie: betrunken“. Voraussetzung: Ehrlichkeit.                                                                   |
|       | Der Spieler benennt eine Aufzählung, dann wird der Reihe nach im Uhrzeigersinn die Aufzählung fortgesetzt; wer die Aufzählung nicht zu Ende führen kann, muss sein Getränk austrinken. Z.B.: Zigarettenmarken: „West“, „Lucky Strike“ …. |
|       | Der Spieler wird zum Questionmaster. Er muss deutlich für alle sagen: „I am the Questionmaster!“ Wer auf eine seiner Fragen antwortet, ohne hinter die Antwort „Mister Questionmaster“ zu setzen, muss sein Getränk austrinken. Beispiel: Der Questionmaster lässt die Frage einfließen, wer denn an der Reihe sei, ein Spieler antwortet: „Ich bin dran!“ und muss trinken. |
|       | Eine Regel wird aufgestellt. Sie darf sich allerdings nur auf die Allgemeinheit und nicht auf einen einzelnen beziehen. Z.B. „Es darf nur mit der linken Hand getrunken werden.“ Auch eine solche Regel hat bis zum Ende des Spiels Bestand. Wer die Regel bricht, muss sein Getränk austrinken.                                                                             |
|       | Alle müssen trinken. Auch Wasserfall genannt. Trinkt der Vordermann hierbei mehr als der Spieler, der sich hinter ihm befindet, so wird dieser mit Extraschlucken sanktioniert. |

### 3. Variante
Bei dieser Variante zählen die Grundregeln der ersten Variante nicht.
Der jüngste Spieler beginnt und zieht die erste Karte, gezogen wird im Uhrzeigersinn.
| Karte | Regel |
| ----- | --- |
|       | Es wird im Kreis gezählt, der gezogene Spieler beginnt mit „1“ der linke Nachbar folgt mit „2“ usw. Jedoch muss statt der Zahlen der „7-er Reihe“ (7; 14; 21 …), allen Zahlen die die Ziffer „7“ enthalten (7; 17; 22 …) und allen Schnapszahlen (11; 22; 33 …) ein beliebiges anderes Wort genannt werden, wer eine verbotene Zahl dennoch nennt, trinkt. |
|       | Der gezogene Spieler darf 8 Schlucke auf eine beliebige Anzahl an Spielern verteilen. |
|       | Der gezogene Spieler darf ein Wort verbieten (inklusive dessen Konjugationen/Deklinationen) wer dieses Wort ab jetzt sagt, trinkt. |
|       | Der Spieler nennt ein Wort, die darauffolgenden Spieler müssen im Uhrzeigersinn Reime auf dieses Wort finden, wer dies nicht kann oder zu lange braucht, trinkt. |
|       | Wer diese Karte zieht, darf „für kleine Jungs“, sonst keiner! Außerdem darf er während seiner Abwesenheit eine beliebige Regel aufstellen, diese darf sich nicht auf einen einzelnen beziehen, also nur für die Allgemeinheit gelten, außerdem darf sie die andere Regeln oder Minispiele nicht unmöglich machen (z. B. bei Verbot vom nennen beliebiger Zahlen, darf das Spiel „7-er Reihe“ trotzdem gespielt werden). Bei der Missachtung dieser Regel wird getrunken. |
|       | Der Spieler wird zum Questionmaster. Er muss deutlich für alle sagen: „I am the Questionmaster!“ Wer auf eine seiner Fragen antwortet, ohne hinter die Antwort „Mister Questionmaster“ zu setzen, muss sein Getränk austrinken. Beispiel: Der Questionmaster lässt die Frage einfließen, wer denn an der Reihe sei, ein Spieler antwortet: „Ich bin dran!“ und muss trinken.                                                                                             |
|       | Dieser Spieler wird zum „Kinn-man“, bis der nächste König gezogen wird. Fasst sich der „Kinn-man“ an sein Kinn, müssen alle Spieler sich ans eigene fassen, der Spieler, der dies als letzter tut, trinkt. Der „Kinn-man“ kann jederzeit und beliebig oft aktiv werden. |
|       | Der Spieler benennt eine Aufzählung, dann wird der Reihe nach im Uhrzeigersinn die Aufzählung fortgesetzt; wer die Aufzählung nicht zu Ende führen kann, muss sein Getränk austrinken. Z.B. Zigarettenmarken: „West“, „Lucky Strike“ …. |

Das Spiel ist zu Ende, wenn alle Karten umgedreht worden sind, und die letzte Aufgabe erfüllt wurde.